# Cinnyris manoensis
El suimanga del miombo (Cinnyris manoensis) es una especie de ave paseriforme de la familia Nectariniidae propia del sureste de África.

## Distribución y hábitat
Se encuentra distribuido por las sabanas y los bosques de Miombo de Angola, Botsuana, Malawi, Mozambique, el sureste de la República Democrática del Congo, Tanzania, Zambia y Zimbabue.